# Temporada 2006 de Champ Car
La Temporada 2006 de Champ Car es va disputar la vint-i-vuitena edició d'aquesta competició automobilística, competint en 14 curses entre el 9 d'abril i el 12 de novembre de 2006. El campió va ser el francès Sébastien Bourdais.

## Grans Premis
| Data           | Gran Premi   | Guanyador          | Segon              | Tercer             |
| -------------- | ------------ | ------------------ | ------------------ | ------------------ |
| 9 d'abril      | Long Beach   | Sébastien Bourdais | Justin Wilson      | Alex Tagliani      |
| 13 de maig     | Houston      | Sébastien Bourdais | Paul Tracy         | Mario Dominguez    |
| 21 de maig     | Monterrey    | Sébastien Bourdais | Justin Wilson      | A.J. Allmendinger  |
| 4 de juny      | Milwaukee    | Sébastien Bourdais | Justin Wilson      | Nelson Philippe    |
| 18 de juny     | Portland     | A.J. Allmendinger  | Justin Wilson      | Sébastien Bourdais |
| 25 de juny     | Cleveland    | A.J. Allmendinger  | Bruno Junqueira    | Oriol Servià       |
| 9 de juliol    | Toronto      | A.J. Allmendinger  | Paul Tracy         | Sébastien Bourdais |
| 23 de juliol   | Edmonton     | Justin Wilson      | Sébastien Bourdais | A.J. Allmendinger  |
| 30 de juliol   | San Jose     | Sébastien Bourdais | Cristiano da Matta | Justin Wilson      |
| 13 d'agost     | Denver       | A.J. Allmendinger  | Bruno Junqueira    | Dan Clarke         |
| 27 d'agost     | Montreal     | Sébastien Bourdais | Paul Tracy         | Nelson Philippe    |
| 23 de setembre | Road America | A.J. Allmendinger  | Bruno Junqueira    | Sébastien Bourdais |
| 22 d'octubre   | Gold Coast   | Nelson Philippe    | Mario Dominguez    | Alex Tagliani      |
| 12 de novembre | México       | Sébastien Bourdais | Justin Wilson      | Will Power         |

## Pilots
Sistema de puntuació:
- 1r - 20è = 31-27-25-23-21-19-17-15-13-11-10-9-8-7-6-5-4-3-2-1

Punts de bonificació:
- 1 per volta ràpida en cursa
- 1 per volta ràpida a la qualificació de divendres
- 1 per volta ràpida a la qualificació de divendres
- 1 per encapçalar una volta en cursa
- 1 per ser el que guanya més posicions des de la sortida (en cas d'empat, la millor posició atorga el punt). A Toronto Will Power va passar del lloc 12è al 7è i Charles Zwolsman del 14è al 9è, de manera que el punt el va guanayar en Power)

El nombre màxim de punts que pot guanyar un pilot en un gran premi és de 35.
| Pos | Pilot          | LB  | HOU | MOT | MIL  | POR | CLE | TOR | EDM | SAN  | DEN | MON | ROA | SUR | MEX | Punts |
| --- | -------------- | --- | --- | --- | ---- | --- | --- | --- | --- | ---- | --- | --- | --- | --- | --- | ----- |
| 1   | Bourdais       | 1   | 1   | 1   | 1    | 3   | Ret | 3   | 2   | 1    | 7   | 1   | 3   | 8   | 1   | 387   |
| 2   | Wilson         | 2   | 5   | 2   | 2    | 2   | Ret | 4   | 1   | 3    | 8   | Ret | 5   | L   | 2   | 298   |
| 3   | Allmendinger   | Ret | 8   | 3   | 4    | 1   | 1   | 1   | 3   | 7    | 1   | Ret | 1   | Ret |     | 285   |
| 4   | Philippe       | Ret | 4   | Ret | 3    | 8   | 10  | Ret | Ret | 4    | 5   | 3   | 14  | 1   | 7   | 231   |
| 5   | Junqueira      | Ret | 10  | 10  | Ret  | 4   | 2   | 8   | Ret | Ret  | 2   | 12  | 2   | 6   | 4   | 219   |
| 6   | Power (R)      | 9   | 7   | 11  | Ret  | 18  | 9   | 7   | 6   | 6    | 4   | 5   | 13  | 12  | 3   | 213   |
| 7   | Tracy          | Ret | 2   | 4   | Ret  | 7   | Ret | 2   | 5   | Ret² | 63  | 2   | 10  | 4   | L   | 208   |
| 8   | Tagliani       | 3   | Ret | 5   | NS   | 11  | 4   | 6   | Ret | Ret  | Ret | 7   | 11  | 3   | 5   | 205   |
| 9   | Dominguez      | 4   | 3   | 6   | Ret¹ | 14  | 6   | 11  | 8   | 5    | Ret | 10  | 12  | 2   | Ret | 201   |
| 10  | Ranger         | 6   | 6   | 7   | 7    | 9   | 11  | 10  | 7   | Ret  | Ret | Ret | 9   | 5   | 8   | 200   |
| 11  | Servià         | Ret | Ret | 8   | 5    | 10  | 3   | Ret | 4   | 8    | Ret | Ret | 4   | Ret | 6   | 196   |
| 12  | Clarke (R)     | 11  | Ret | 13  | 8    | 6   | 7   | Ret | 9   | Ret  | 3   | 4   | 6   | Ret | Ret | 175   |
| 13  | Zwolsman (R)   | Ret | Ret | 12  | 9    | 12  | 15  | 9   | 10  | 9    | 10  | 8   | 7   | 7   | 11  | 161   |
| 14  | Heylen (R)     | 7   | 13  | 16  | Ret  | 15  | 5   | Ret | Ret | 11   | 11  | 9   | 9   | Ret | 13  | 140   |
| 15  | da Matta       | 5   | 9   | 9   | Ret  | 5   | 14  | 5   | Ret | 2    | L   | L   | L   | L   | L   | 134   |
| 16  | Legge (R)      | 8   | 14  | 14  | 6    | 13  | 8   | Ret | Ret | 12   | 9   | 13  | Ret | Ret | 16  | 133   |
| 17  | Pastorelli (R) |     | Ret | 15  | 10   | 17  | Ret |     | Ret | 10   | Ret | 6   |     |     |     | 73    |
| 18  | Pizzonia (R)   | 10  |     |     |      |     |     |     |     |      |     | 11  |     | 10  | 12  | 43    |
| 19  | Kasemets (R)   |     |     |     |      | 16  | 12  | Ret | 11  |      |     |     | Ret |     |     | 34    |
| 20  | Wirth          |     |     |     |      |     |     |     |     |      |     |     |     | 9   | 15  | 19    |
| 21  | Briscoe (R)    |     |     |     |      |     |     |     |     |      |     |     |     | 11  | 14  | 17    |
| 22  | Martinez (R)   |     |     |     |      |     |     |     |     |      |     |     |     |     | 9   | 13    |
| 23  | Rice (R)       |     |     |     |      |     |     |     |     |      |     |     |     |     | 10  | 11    |
| 24  | Vasser         | Ret |     |     |      |     |     |     |     |      |     |     |     |     |     | 7     |
| 25  | Cáceres (R)    |     |     |     |      |     |     |     |     |      |     |     | 15  |     |     | 6     |
| Pos | Pilot          | LB  | HOU | MOT | MIL  | POR | CLE | TOR | EDM | SAN  | DEN | MON | ROA | SUR | MEX | Punts |

| Color    | Resultat             |
| -------- | -------------------- |
| Or       | Guanyador            |
| Argent   | 2a posició           |
| Bronze   | 3a posició           |
| Verd     | Acaba, amb punts     |
| Blau     | Acaba, sense punts   |
| Lila     | No acaba (Ret)       |
| Vermell  | No es qualifica (NQ) |
| Negre    | Desqualificat (DSQ)  |
| Blanc    | No surt (NS)         |
| En blanc | No participa         |
| En blanc | Lesionat (L)         |
| En blanc | Exclòs (EX)          |

Notes:
1. Mario Dominguez va perdre 7 punts per provocar un accident evitable a Milwaukee
2. Paul Tracy va perdre 7 punts per provocar un accident evitable a San Jose
3. Paul Tracy va perdre 3 punts més per provocar un accident evitable a Denver